# Крекінг-установки в Душаньцзи
Крекінг-установки в Душаньцзи — складові частини нафтопереробного та нафтохімічного майданчику компанії PetroChina (належить державній China National Petroleum Corporation), розташованого на північному заході країни в Сіньцзян-Уйгурському автономному районі.
З 1950-х років на основі розробки великого нафтового родовища Карамай в Душаньцзи діяв нафтопереробний завод. У середині 1990-х його доповнили установкою парового крекінгу (піролізу), потужність якої по основному продукту — етилену — спершу становила 140 тисяч тонн, а в середині 2000-х досягла 220 тисяч тонн. Як сировину вона споживає газовий бензин, хоча також може піддавати піролізу певну частину фракції С5, отриману з установки гідрогенізації бензину. В подальшому продуковані під час піролізу ненасичені вуглеводні використовуються для виробництва поліетилену (200 тисяч тонн), моноетиленгліколю (50 тисяч тонн), поліпропілену (100 тисяч тонн) та бутадієнового каучуку (30 тисяч тонн).
У 2006-му до НПЗ вивели трубопровід з Казахстану, розрахований на постачання великих об'ємів нафти. Одночасно з розширенням НПЗ спорудили і другу піролізну установку, яка почала свою роботу в 2009 році та мала потужність у 1 млн тонн етилену. Вона так само споживає газовий бензин і живить цілий ряд похідних виробництв — поліетилену високої щільності (300 тисяч тонн), металоценового лінійного поліетилену низької щільності/поліетилену високої щільності (600 тисяч тонн), поліпропілену (550 тисяч тонн). 
Станом на 2019 рік потужність майданчика по бутадієну досягла 170 тисяч тон, що, зокрема, дозволяє живити запущений у 2011-му новий завод бутадієнового каучуку (50 тисяч тонн). Крім того, із фракції С4 виділяють 1-бутен (40 тисяч тон) та ізобутилен, котрий необхідний для продукування метилтретинного бутилового етеру (120 тисяч тонн, високооктанова присадка для пального).